# 야나 브레이호바
야나 브레이호바(체코어: Jana Brejchová, 1940년 1월 20일~)는 체코의 배우이다.

## 영화
- 뷰티 인 트러블 (2006년)
- 디 엔드 오브 벌코프 (1983년)
- 성운 속에서 (1976년)
- 요술쟁이 판타우 (1970년)
- 서칭 (1965년)
- 비엔나 스파이 추적 (1965년)
- 허풍선이 남작의 모험 (1964년)